# Jauregizarra
Jauregizarra es el nombre de una variedad cultivar de manzano (Malus domestica) Está cultivada en la colección del Banco de Germoplasma del manzano de la Universidad Pública de Navarra de la finca de Santesteban clave 3.1.68 ejemplares procedentes de esquejes localizados en Aizpún (Merindad de Estella, Navarra).

## Sinónimos
- "Manzana Jauregizarra",[7]
- "Manzana Palacio",
- "Jauregizarra Sagarra",[8][9][10][11][12]
- "3.1.58-Jauregizarra".

## Características
El manzano de la variedad 'Jauregizarra' tiene un vigor medio. El árbol tiene tamaño medio y porte acrótono, con tendencia a ramificar baja, con hábitos de fructificación en ramos cortos y largos; ramos con pubescencia ausente o muy débil; presencia de lenticelas muy escasa; grosor de los ramos grueso; longitud de los entrenudos media; floración tardía.
La variedad de manzana 'Jauregizarra' tiene un fruto de tamaño medio a grande, de forma troncocónica achatada; con color de fondo amarillo, piel lisa, y una sensibilidad al "russeting" (pardeamiento áspero superficial que presentan algunas variedades) de 0 a 20%; con una elevación del pedúnculo que sobresale un poco, grosor de pedúnculo fino,; acidez media, azúcar alto, y firmeza de la carne media; Peso promedio: 83,3gr/fruto.
Época de maduración y recolección tardía, a partir del 23 a 29 de septiembre. Se trata de una variedad de productividad media a alta. Se usa como manzana de sidra.

## Análisis de Mosto
En los análisis del mosto de 'Jauregizarra' se ha encontrado pH: 3,4; Polifenoles: 1,4 gr/l; ºBrix: 12,7; Relación S/L: 1,2.
Clasificadas como “correctoras” hay 5 variedades de manzanas de sidra de Navarra. La que menos factores negativos presenta es 3.1.68 – Jauregizarra siendo la más apropiada.

## Susceptibilidades
- Moteado: ataque débil (o,52 presencia aislada, algunas lesiones pero difíciles de encontrar)
- Fuego bacteriano: no presenta[4][13][15]